# Samuel John Lamorna Birch
Samuel John Lamorna Birch (Egremont (Cheshire), 7 juni 1869 – Lamorna, 7 januari 1955) was een Brits kunstschilder. Met uitzondering van een korte studieperiode in het Atelier Colarossi te Parijs in 1895, was hij grotendeels autodidact als artiest.
Birch kwam voor het eerst naar West-Cornwall omstreeks 1880 en vestigde zich er voorgoed, in de Lamornavallei, in 1892. Hij voegde 'Lamorna' toe aan zijn naam om zich te onderscheiden van een andere artiest die Lionel Birch heette.
Hij wordt beschouwd als de vaderfiguur van de latere Newlyn Group, waaronder Laura Knight (die hij in 1907 ontmoette), Alfred Munnings, Frank Gascoigne Heath, Stanley Gardiner en Charles en Ella Naper. Zij vormden een groep artiesten die zich vestigden in de Lamornavallei en werden meestal aangeduid als de Lamorna group.
In zijn lange carrière stelde Birch zo'n 200 werken tentoon in 'The Royal Academy' maar daarnaast ook elders in Groot-Brittannië en het daarbuiten. Alhoewel hij reisde en schilderde doorheen heel Groot-Brittannië wordt zijn werk toch grotendeels bepaald door zijn liefde voor de natuur en de Lamornavallei, waar hij leefde tot zijn dood in 1955.
- Auckland Art Gallery Toi o Tāmaki: 2441
- Art Gallery of South Australia: 2690
- Bibliothèque nationale de France: cb14969820h (data)
- Find NZ Artists: 1382
- Gemeinsame Normdatei: 1152031414
- International Standard Name Identifier: 0000 0000 6661 1331
- Library of Congress Control Number: nr93003979
- National Gallery of Victoria: 4157
- Nationale Bibliotheek van Tsjechië: xx0228634
- RKD-Nederlands Instituut voor Kunstgeschiedenis: 8537
- Museum of New Zealand Te Papa Tongarewa: 208
- Union List of Artist Names: 500032665
- Virtual International Authority File: 24873811
- WorldCat: E39PBJkTbXgd4FrhBXRKQKwQv3